# Merino Muster
Merino Muster – długodystansowy bieg narciarski, rozgrywany co roku w połowie sierpnia, w nowozelandzkim mieście Wanaka, w regionie Otago. Pierwsza oficjalna edycja biegu miała miejsce w 1995 roku, kobiety wystartowały po raz pierwszy rok później. Bieg ten rozgrywany był początkowo na dystansie 21 km, jednak od 1998 roku trasa liczy 42 km i pokonywana jest techniką dowolną. Od 2014 roku zawody te należą do cyklu Worldloppet.
Pierwszą edycję biegu wygrał Scott Gilliam, a wśród kobiet najlepsza była Salla Juntunen z Finlandii. Najwięcej zwycięstw wśród mężczyzn odnieśli Brian McKeever z Kanady oraz Maciej Kreczmer z Polski, którzy zwyciężali trzykrotnie (Kanadyjczyk w latach 2010, 2011 i 2015, a Polak w latach 2012, 2013 i 2014). Wśród kobiet najczęściej wygrywała Polka Justyna Kowalczyk, która była najlepsza w latach 2011, 2012, 2013 i 2014 oraz Jessica Diggins (lata 2016-2019).

## Lista zwycięzców
Bieg techniką dowolną
| Rok  | Mężczyźni                                | Kobiety                                  | Dystans                                  |
| ---- | ---------------------------------------- | ---------------------------------------- | ---------------------------------------- |
| 2024 | Akito Watabe                             | Jessica Diggins                          | 42 km                                    |
| 2023 | Fabián Štoček                            | Jessica Diggins                          | 42 km                                    |
| 2022 | Campbell Wright                          | Nicole David                             | 42 km                                    |
| 2021 | Bieg odwołany z powodu pandemii COVID-19 | Bieg odwołany z powodu pandemii COVID-19 | Bieg odwołany z powodu pandemii COVID-19 |
| 2020 | Bieg odwołany z powodu pandemii COVID-19 | Bieg odwołany z powodu pandemii COVID-19 | Bieg odwołany z powodu pandemii COVID-19 |
| 2019 | Tomoki Sato                              | Jessica Diggins                          | 42 km                                    |
| 2018 | Simeon Hamilton                          | Jessica Diggins                          | 42 km                                    |
| 2017 | Simeon Hamilton                          | Jessica Diggins                          | 42 km                                    |
| 2016 | Noah Hoffman                             | Jessica Diggins                          | 42 km                                    |
| 2015 | Brian McKeever                           | Chisa Ōbayashi                           | 42 km                                    |
| 2014 | Maciej Kreczmer                          | Justyna Kowalczyk                        | 42 km                                    |
| 2013 | Maciej Kreczmer                          | Justyna Kowalczyk                        | 42 km                                    |
| 2012 | Maciej Kreczmer                          | Justyna Kowalczyk                        | 42 km                                    |
| 2011 | Brian McKeever                           | Justyna Kowalczyk                        | 42 km                                    |
| 2010 | Brian McKeever                           | Hannah Dreissigacker                     | 42 km                                    |
| 2009 | Ian Daffern                              | Samantha Bondarenko                      | 42 km                                    |
| 2008 | Robin McKeever                           | Anna Hogg                                | 42 km                                    |
| 2007 | Leif Orin Zimmermann                     | Milaine Thériault                        | 42 km                                    |
| 2006 | Tomio Kanamaru                           | Simone Hudson                            | 42 km                                    |
| 2005 | Kris Freeman                             | Rachel Barton                            | 42 km                                    |
| 2004 | Andrew Johnson                           | Mary Eloranta                            | 42 km                                    |
| 2003 | Kris Freeman                             | Sue Wales                                | 42 km                                    |
| 2002 | Simon Heard                              | Camille Melvey                           | 42 km                                    |
| 2001 | Alexander Os                             | Hiromi Koizuni                           | 42 km                                    |
| 2000 | Wade Karanaugh                           | Jannike Øyen                             | 42 km                                    |
| 1999 | Robert Curtis                            | Jannike Øyen                             | 42 km                                    |
| 1998 | Daniel Kuzmin                            | Ann Smaill                               | 42 km                                    |
| 1997 | Takehiko Shimada                         | Sally Jones                              | 21 km                                    |
| 1996 | Gaber Lah                                | Salla Juntunen                           | 21 km                                    |
| 1995 | Scott Gilliam                            | -                                        | 21 km                                    |